# Арсеньев, Константин Константинович
Константи́н Константи́нович Арсе́ньев (24 января [5 февраля] 1837, Санкт-Петербург — 22 марта 1919, Петроград) — русский писатель

, общественный и земский деятель, адвокат. Почётный академик по разряду изящной словесности Петербургской академии наук (1900).

## Биография
Сын статистика, историка и географа К. И. Арсеньева.
В 1849 году поступил в Училище правоведения, по окончании курса в 1855 году определился на службу в министерство юстиции. Литературную деятельность Арсеньев начал историческими статьями, печатавшимися в «Русском вестнике» 1858—1861 годах. В 1859—1860 годах состоял помощником редактора основанного тогда «Журнала министерства юстиции», но это было более служебное поручение, чем литературная работа. Всецело Арсеньев посвятил себя литературной деятельности с 1862 года, когда сделался постоянным сотрудником «Отечественных записок», в которых поместил ряд статей об английской конституции и одно время заведовал иностранным обозрением. В конце этого же года принял на себя ведение «Иностранной политики» в «СПб. вед.» В. Ф. Корша, для чего оставил государственную службу.

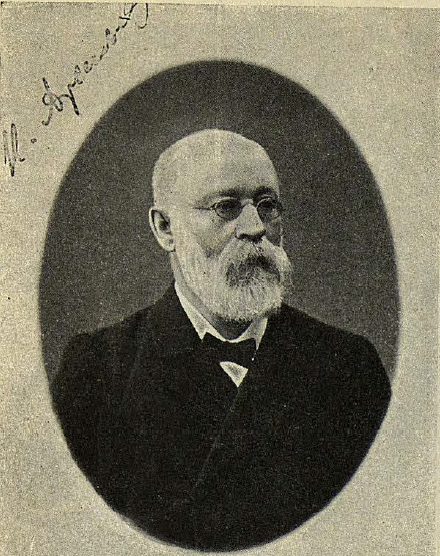
Арсеньев, Константин Константинович

В 1864 году Арсеньев уехал на год за границу, отчасти для лечения, отчасти для усовершенствования в науках, и в течение двух семестров слушал в Боннском университете лекции истории, философии и политической экономии. Вернувшись в Петербург ко времени введения в действие судебных уставов, Арсеньев в 1866 году поступил в число присяжных поверенных; здесь он сразу занял видное место как оратор и юрист и выбран сначала членом, а в 1867 году — председателем совета присяжных поверенных округа СПб. судебной палаты. В этом звании Арсеньев состоял почти все время своей адвокатской деятельности. К этому же времени относятся три отдельно изданные книги его, практического характера: «Предание суду и дальнейший ход уголовного дела до начала судебного следствия» (СПб., 1870); «Судебное следствие» (СПб., 1871) и «Заметки о русской адвокатуре» (СПб., 1875). Последнее сочинение посвящено обзору дисциплинарной деятельности совета присяжных поверенных округа СПб. судебной палаты и разбирает вопросы адвокатской этики, касающиеся как способов ведения дел, так и выбора их; в мире русской адвокатуры оно пользуется большим авторитетом. В 1874 году Арсеньев оставил адвокатуру и поступил на службу товарищем обер-прокурора гражданского кассационного департамента Сената; должность эту занимал шесть лет, потом был членом консультации при министерстве юстиции.

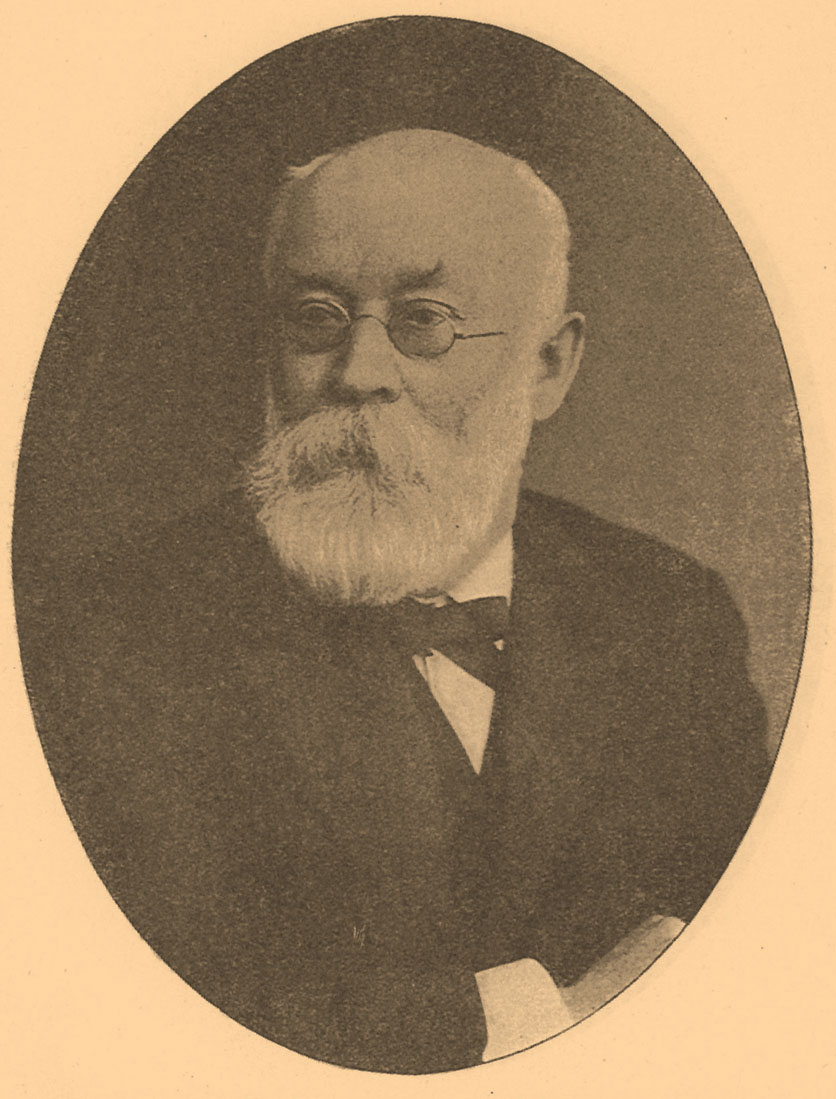
К. К. Арсеньев

В 1880—1881 годах Арсеньев состоял старшим чиновником при сенаторе И. И. Шамшине во время ревизии последним Саратовской и Самарской губерний, причем в его обязанности входило изучение преимущественно начальной школы и земских учреждений. Окончив свою долю работ по ревизии, Арсеньев в апреле 1882 года вторично вышел в отставку в чине действительного статского советника и посвятил себя исключительно литературному труду. И состоя на службе, Арсеньев не переставал самым деятельным образом сотрудничать в «Вестнике Европы», в котором участвовал с самого основания его в 1866 году. Здесь он поместил ряд статей по вопросам общественно-политическим и историческим и впервые выступил в роли литературного критика. С 1 марта 1880 года Арсеньев принял на себя ведение внутреннего обозрения и общественной хроники «Вестника Европы». Помимо того, в последние 6 лет Арсеньев написал целый ряд критических этюдов о Щедрине, Глебе Успенском, Достоевском, Аполлоне Майкове, о молодых беллетристах, поэтах и др. Большая часть этих статей вошла в отдельно изданную им книгу «Критические этюды по русской литературе» (СПб., 1888). Следует отметить ещё доклады, представленные Арсеньевым в СПб. юридическое общество по вопросу о реформе местного управления («Вестн. Европы», 1886 г., № 12, 1887 г., № 2 и 4). С 1867 года Арсеньев неоднократно был выбираем в члены комитета Литературного фонда, а в 1880-х годах несколько лет состоял председателем его. С 1880 года много раз выбираем был в уездные и губернские гласные, почётные мировые судьи и другие должности земского самоуправления Петербургской губернии.
С осени 1891 года редактировал вместе с Ф. Ф. Петрушевским словарь ЭСБЕ. В 1900 году избран почётным членом Юридического общества при Санкт-Петербургском университете, в 1900 году — почётным академиком по разряду изящной словесности Императорской академии наук, в 1903 году — почётным членом Императорского Вольного экономического общества. В 1903 году опубликовал книгу «Законодательство о печати», в 1904 году — «Свобода совести и веротерпимость».
В 1906—1907 — один из руководителей Партии демократических реформ. Принимал участие в полемике вокруг сборника «Вехи».
Скончался 22 марта 1919 года в Петрограде.

## Полемика с «правыми»
На протяжении многих лет Арсеньев последовательно выступал за предоставление всех гражданских прав гражданам Российской Империи независимо от их национальности и вероисповедания. Например, когда в феврале 1862 года Иван Аксаков в статье «Следует ли дать евреям в России законодательные и административные права?» написал: «Допустить евреев к участию в законодательстве или в народном представительстве … мы считаем возможным только тогда, когда бы мы объявили, что отрекаемся и отказываемся от христианского путеводящего света», Арсеньев отреагировал на это статьей «О праве евреев вступать в гражданскую службу», в которой писал: «На каком основании г. Аксаков признает евреев гостями, живущими у нас из милости? … государственная служба не имеет ничего общего с религиозными убеждениями служащего … есть другой критерий, более верный — его действия».

## Библиография

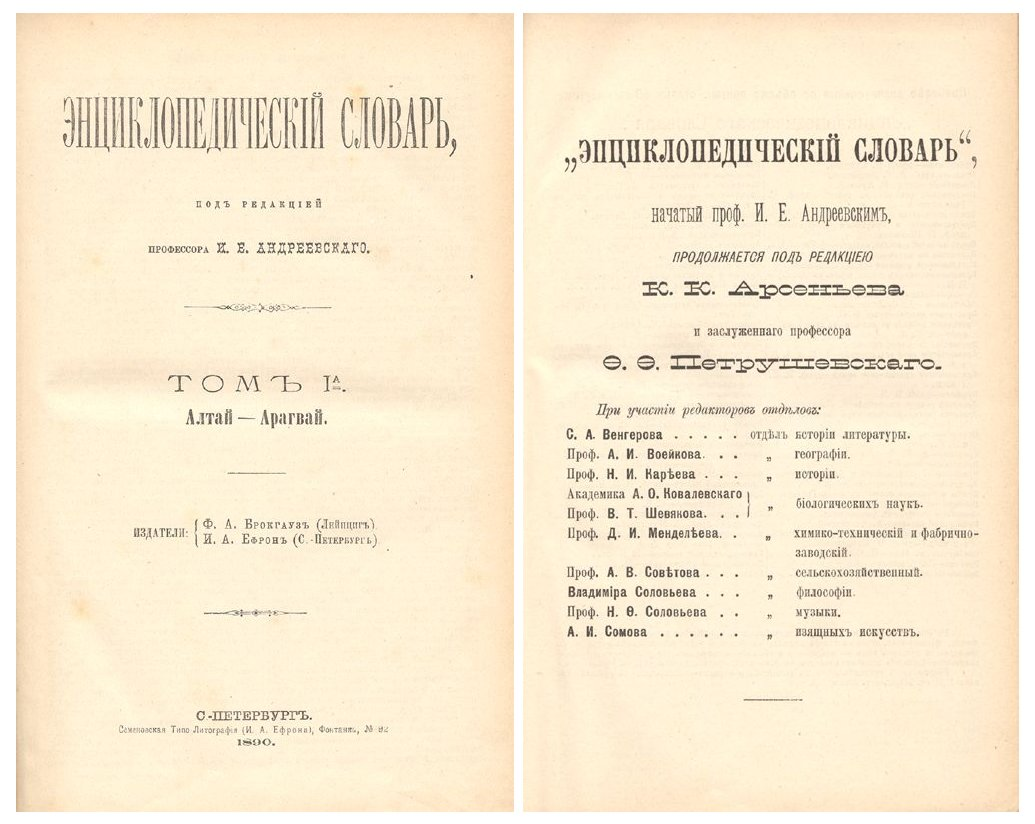